# M/S Moby Orli
M/S Moby Orli är en kryssningsfärja som trafikerar Medelhavet med Livorno som hemmahamn.
Tidigare hette hon M/S SPL Princess Anastasia och trafikerade för St. Peter Line mellan den 2 april 2011 och fram till 2022. Fartyget gick mellan Stockholm-Tallinn-Sankt Petersburg och Stockholm-Sankt Petersburg-Helsingfors-Mariehamn. Färjan ägdes först av Viking Line mellan 1986 och 1993 med namnet Olympia och sedan av P&O Ferries mellan 1993 och 2010 med namnet Pride of Bilbao.
Fartyget gick efter ett haveri på grund vid Högberga i Lidingö den 6 november 2019.

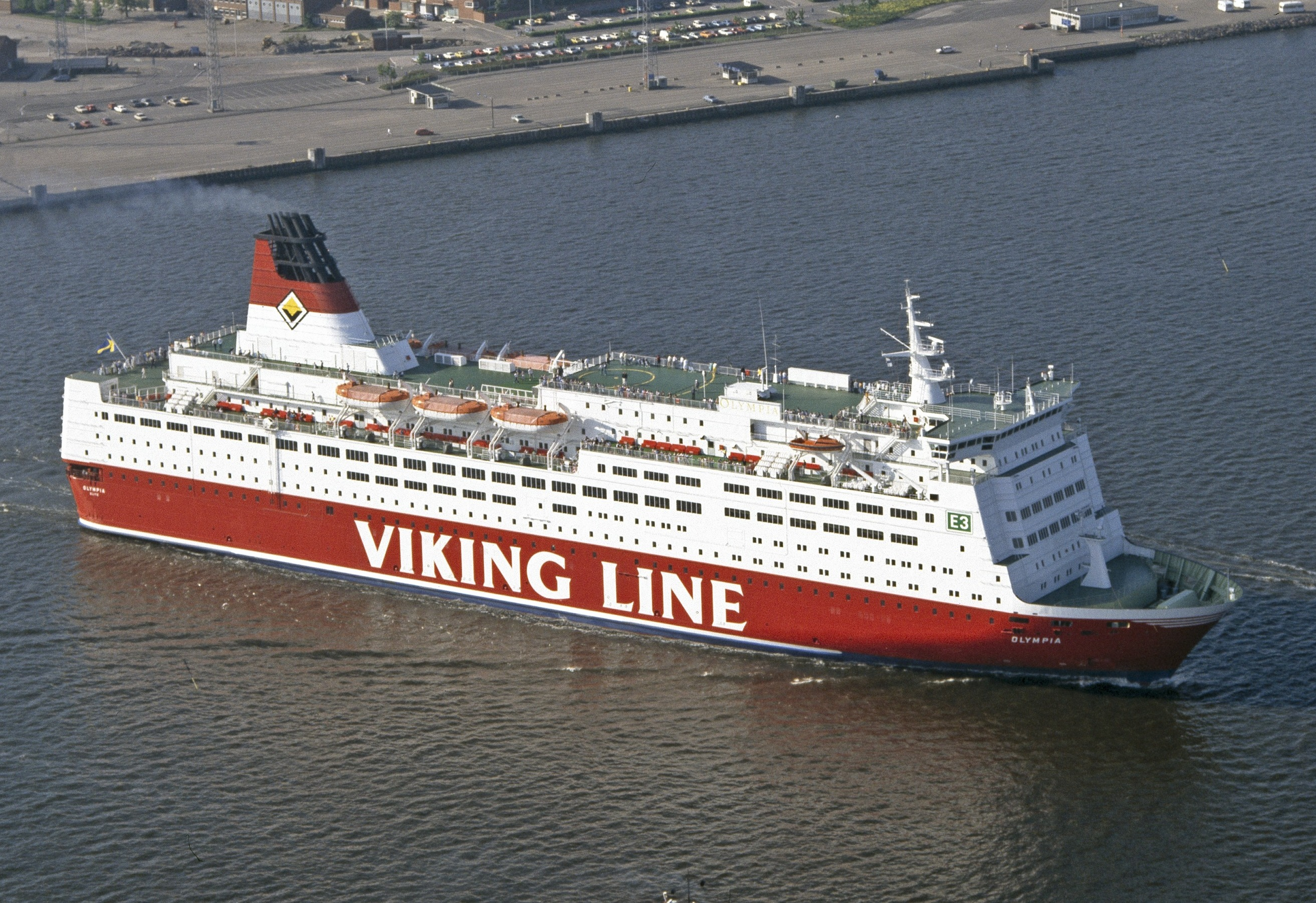
M/S Olympia i Helsingfors 1986
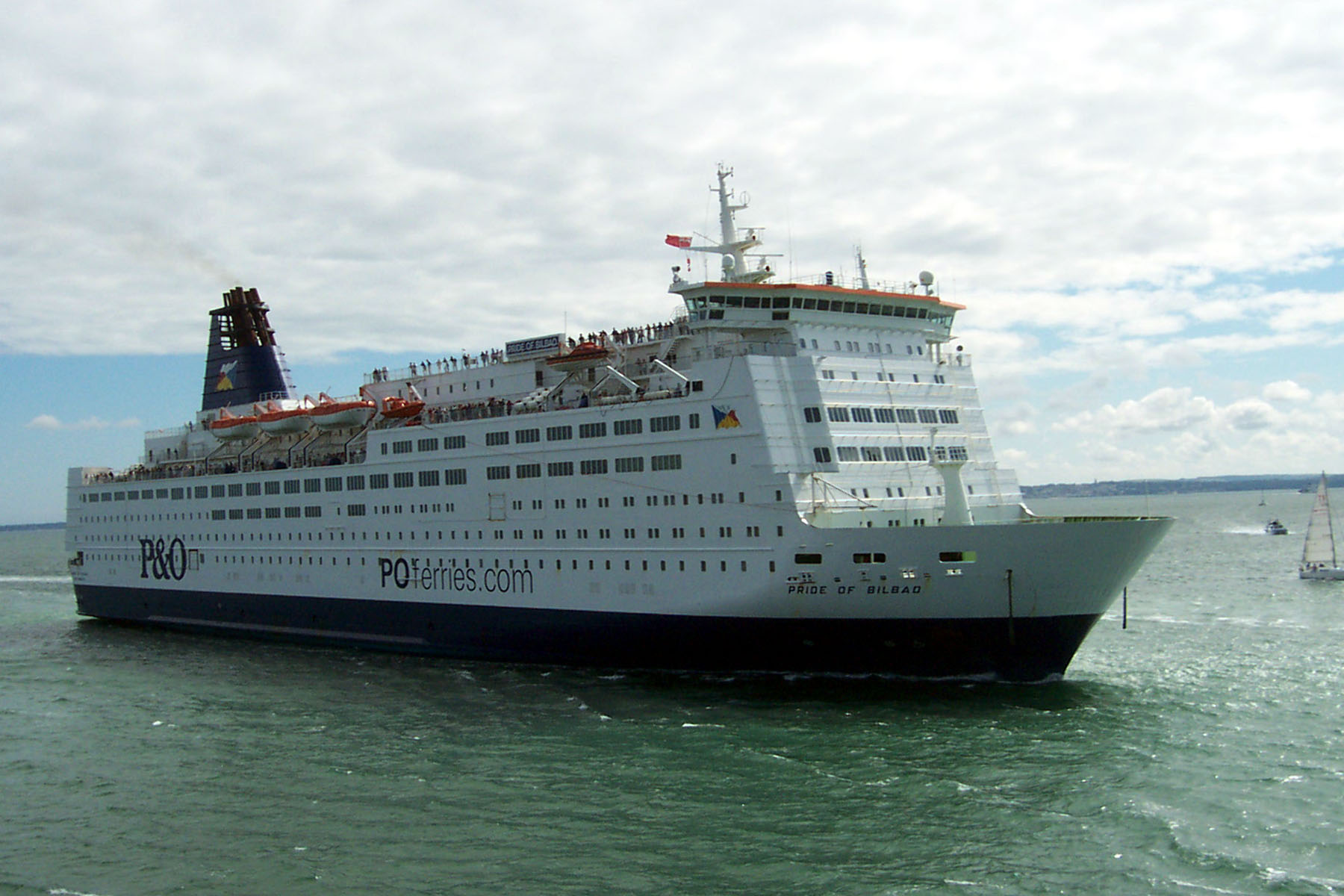
M/S Pride of Bilbao utanför Bilbao 2003
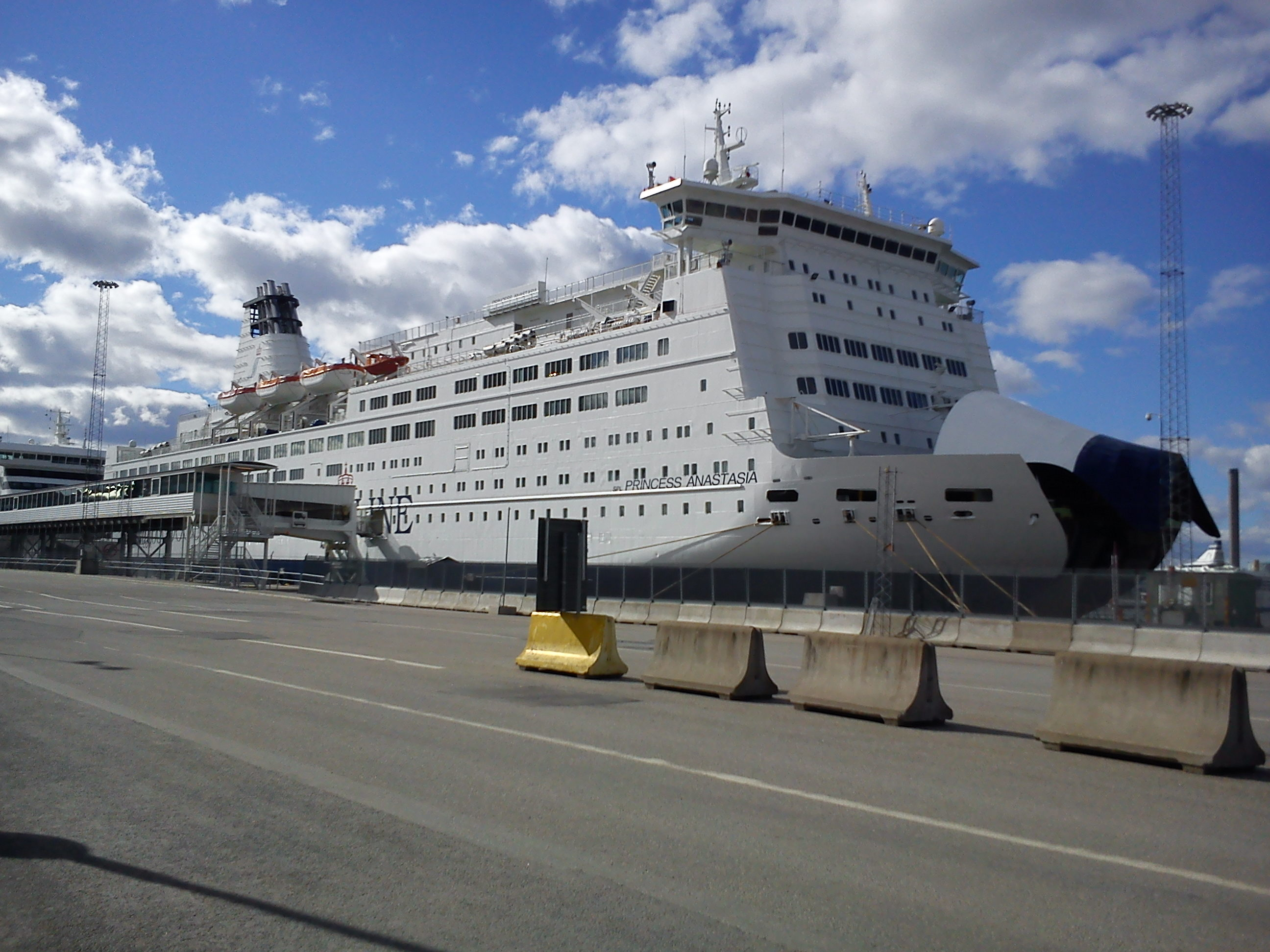
SPL Princess Anastasia i Frihamnen, Stockholm